# اسکاتی شفر
اسکاتی شفر (انگلیسی: Scottie Scheffler; ۲۱ ژوئن ۱۹۹۶) گلف‌باز اهل ایالات متحده آمریکا بود.